# ヴァレリー・ポレフ
ヴァレリー・ウラジミロヴィチ・ポレフ（ロシア語: Вале́рий Влади́мирович По́лех、1918年7月5日 - 2006年9月6日）は、ソビエト連邦出身のホルン奏者であり、ボリショイ劇場管弦楽団の首席ホルン奏者を務めた。1955年から1995年まで、モスクワ音楽院にて教鞭を執っている。また、グリエールのホルン協奏曲の初演者でもある。